# Thomas Mellor
Pour les articles homonymes, voir Mellor.
Thomas Robert Mellor dit Tom Mellor (né le 27 janvier 1950 à Cranston, dans l'état de Rhode Island aux États-Unis) est un joueur américain de hockey sur glace. Lors des Jeux olympiques d'hiver de 1972 à Sapporo, il remporte la médaille d'argent.

## Statistiques en carrière

### En club
| Saison     | Équipe                   | Ligue         |    | Saison régulière | Saison régulière | Saison régulière | Saison régulière | Saison régulière |   | Séries éliminatoires | Séries éliminatoires | Séries éliminatoires | Séries éliminatoires | Séries éliminatoires |
| Saison     | Équipe                   | Ligue         | PJ | B                | A                | Pts              | Pun              | PJ               | B | A                    | Pts                  | Pun                  |                      |                      |
| 1968-1969  | Eagles de Boston College | NCAA          | 17 | 9                | 10               | 19               | 12               | -                | - | -                    | -                    | -                    |                      |                      |
| 1969-1970  | Eagles de Boston College | NCAA          | 26 | 21               | 23               | 44               | 40               | -                | - | -                    | -                    | -                    |                      |                      |
| 1970-1971  | Eagles de Boston College | NCAA          | 25 | 10               | 30               | 40               | 43               | -                | - | -                    | -                    | -                    |                      |                      |
| 1970-1971  | États-Unis               | International | 18 | 1                | 4                | 5                | 8                | -                | - | -                    | -                    | -                    |                      |                      |
| 1971-1972  | États-Unis               | International | 52 | 19               | 31               | 50               | 68               | -                | - | -                    | -                    | -                    |                      |                      |
| 1972-1973  | Eagles de Boston College | NCAA          | 30 | 6                | 45               | 51               | 50               | -                | - | -                    | -                    | -                    |                      |                      |
| 1973-1974  | Red Wings de Détroit     | LNH           | 25 | 2                | 4                | 6                | 25               | -                | - | -                    | -                    | -                    |                      |                      |
| 1973-1974  | Wings de la Virginie     | LAH           | 23 | 5                | 18               | 23               | 40               | -                | - | -                    | -                    | -                    |                      |                      |
| 1973-1974  | London Lions             | International | 6  | 2                | 5                | 7                | 20               | -                | - | -                    | -                    | -                    |                      |                      |
| 1974-1975  | Red Wings de Détroit     | LNH           | 1  | 0                | 0                | 0                | 0                | -                | - | -                    | -                    | -                    |                      |                      |
| 1974-1975  | Wings de la Virginie     | LAH           | 73 | 17               | 35               | 52               | 147              | 5                | 0 | 2                    | 2                    | 17                   |                      |                      |
| 1975-1976  | Västra Frölunda IF       | Elitserien    | 34 | 8                | 8                | 16               | 41               | -                | - | -                    | -                    | -                    |                      |                      |
| 197-1976   | Goaldiggers de Toledo    | LIH           | 13 | 3                | 12               | 15               | 19               | 4                | 0 | 2                    | 2                    | 7                    |                      |                      |
| 1976-1977  | Goaldiggers de Toledo    | LIH           | 75 | 13               | 61               | 74               | 118              | 19               | 4 | 17                   | 21                   | 16                   |                      |                      |
| Totaux LNH | Totaux LNH               | Totaux LNH    | 26 | 2                | 4                | 6                | 25               | -                | - | -                    | -                    | -                    |                      |                      |

### En équipe nationale
| Année | Équipe     | Événement            |    | PJ | B | A | Pts | Pun                  |  | Résultat |
| 1971  | États-Unis | Championnat du monde | 10 | 1  | 3 | 4 | 2   | 6e place de l'élite  |  |          |
| 1972  | États-Unis | Jeux olympiques      | 6  | 0  | 0 | 0 | 4   | Médaille d'argent    |  |          |
| 1973  | États-Unis | Championnat du monde | 10 | 1  | 3 | 4 | 2   | 2e place du Groupe B |  |          |

## Palmarès
- 1971-1972
  -  Médaille d'argent aux Jeux olympiques de Sapporo
- 1976-1977
  - Trophée James-Gatschene de meilleur joueur de la LIH
  - Trophée des gouverneurs de meilleur défenseur de la LIH
  - Première équipe d'étoiles de la LIH